# Michael Withers
Michael Rodney Withers (ur. 1 lutego 1938 w Trowbridge) – australijski piłkarz wodny, olimpijczyk.
Reprezentował Australię na Letnich Igrzyskach Olimpijskich 1960, które odbyły się w Rzymie, zajmując 13. miejsce. Następnie podczas Letnich Igrzyskach Olimpijskich 1964 w Tokio, gdzie zajął 9. miejsce. Po raz trzeci raz reprezentował kraj podczas Letnich Igrzyskach Olimpijskich 1972, które odbyły się w Monachium. Zajął tam 12. miejsce.